# Chrysophyllum parvulum
Chrysophyllum parvulum – gatunek drzew należących do rodziny sączyńcowatych. Jest gatunkiem występującym w Ameryce Południowej, na terenie Wenezueli, Kolumbii i Peru.